# Gavin Vlijter
Gavin Vlijter (Paramaribo, 12 februari 1997) is een Nederlands-Surinaams voetballer die doorgaans speelt als aanvaller. In juli 2020 verruilde hij MVV Maastricht voor De Treffers.

## Clubcarrière
Vlijter speelde in de jeugd van Fortuna Sittard. Voor die club mocht hij op 13 maart 2015 zijn debuut maken. Tijdens de uitwedstrijd tegen Sparta Rotterdam (3–0 nederlaag) liet coach Peter van Vossen hem in de eenenzeventigste minuut invallen voor Jordi Baur. Zijn eerste doelpunt voor de Sittardse ploeg volgde op 13 januari 2017, op bezoek bij Achilles '29. De nieuwe Fortunacoach Sunday Oliseh liet Vlijter in de basis starten en die tekende na achtenvijftig minuten voor het enige doelpunt van de wedstrijd. In maart 2017 werd zijn verbintenis bij de club verlengd met één seizoen tot medio 2019. Medio 2019 verliet Vlijter Sittard en hij tekende een amateurcontract voor een halfjaar bij MVV Maastricht. Hij maakte het seizoen af maar ging in 2020 naar De Treffers uitkomend in de Tweede divisie.

## Clubstatistieken
| Seizoen | Club            | Competitie     | Competitie | Competitie | Beker | Beker | Internationaal | Internationaal | Totaal | Totaal |
| Seizoen | Club            | Competitie     | Wed.       | Dlp.       | Wed.  | Dlp.  | Wed.           | Dlp.           | Wed.   | Dlp.   |
| ------- | --------------- | -------------- | ---------- | ---------- | ----- | ----- | -------------- | -------------- | ------ | ------ |
| 2014/15 | Fortuna Sittard | Eerste divisie | 4          | 0          | 0     | 0     | —              | —              | 4      | 0      |
| 2015/16 | Fortuna Sittard | Eerste divisie | 7          | 0          | 0     | 0     | —              | —              | 7      | 0      |
| 2016/17 | Fortuna Sittard | Eerste divisie | 23         | 3          | 0     | 0     | —              | —              | 23     | 3      |
| 2017/18 | Fortuna Sittard | Eerste divisie | 2          | 0          | 0     | 0     | —              | —              | 2      | 0      |
| 2018/19 | Fortuna Sittard | Eredivisie     | 3          | 0          | 0     | 0     | —              | —              | 3      | 0      |
| 2019/20 | MVV Maastricht  | Eerste divisie | 13         | 0          | 1     | 0     | —              | —              | 14     | 0      |
| 2020/21 | De Treffers     | Tweede divisie | 3          | 0          | 1     | 0     | —              | —              | 4      | 0      |
| 2021/22 | De Treffers     | Tweede divisie | 23         | 3          | 2     | 0     | —              | —              | 25     | 3      |
| 2022/23 | De Treffers     | Tweede divisie | 33         | 7          | 4     | 1     | —              | —              | 37     | 8      |
| 2023/24 | De Treffers     | Tweede divisie | 34         | 5          | 3     | 2     | —              | —              | 37     | 7      |
| 2024/25 | De Treffers     | Tweede divisie | 11         | 0          | 1     | 0     | —              | —              | 12     | 0      |
| Totaal  | Totaal          | Totaal         | 156        | 18         | 12    | 3     | 0              | 0              | 168    | 21     |

Bijgewerkt op 15 januari 2025.